# Temple mormon de Trujillo
Le temple mormon de Trujillo est un temple de l’Église de Jésus-Christ des saints des derniers jours situé à Trujillo, au Pérou. Il a été inauguré le 21 juin 2015.